# Trichosteleum bolivarense
Trichosteleum bolivarense là một loài rêu trong họ Sematophyllaceae. Loài này được H. Rob. mô tả khoa học đầu tiên năm 1965.